# Хартель, Марцель
Марцель Хартель (нем. Marcel Hartel; род. 19 января 1996, Кёльн, Северный Рейн-Вестфалия) — немецкий футболист, полузащитник клуба «Сент-Луис Сити».

## Клубная карьера
Уроженец Кёльна, Марцель выступал за детские команды своего округа, пока в шесть лет его не взяли в основную академию клуба. В 2015 году игрок выпустился из неё и стал играть за вторую команду, откуда вскоре был приглашён в первую.
20 февраля 2016 года дебютировал в Бундеслиге, в поединке «Кёльна» против мёнхенгладбахской «Боруссии», выйдя на замену на 62-й минуте вместо Филипа Младеновича. До конца сезона 2015/16 выходил на поле в общей сложности шесть раз. 25 апреля подписал контракт с «Кёльном» до 2019 года.
16 мая 2017 года было объявлено, что со следующего сезона Хартель будет выступать во Второй Бундеслиге за берлинский «Унион». Игрок получил контракт до 2020 года.
27 июля 2019 года стало известно, что Марцель Хартель станет игроком «Арминии» Билефельд.
10 августа 2021 года перешёл в клуб Второй Бундеслиги «Санкт-Паули» за нераскрытую сумму.
2 июля 2024 года было объявлено о переходе Хартеля по свободному трансферу в клуб MLS «Сент-Луис Сити» после открытия летнего трансферного окна в американской лиге 18 июля. В качестве назначенного игрока он подписал контракт с клубом до июня 2028 года с клубной опцией продления на оставшуюся часть сезона 2028. Свой дебют за «Сент-Луис Сити», 27 июля в матче Кубка лиг 2024 против «Далласа», отметил голом.